# Тинякова, Елена Ивановна
Елена Ивановна Тинякова (20 мая 1918 — 15 сентября 2004) — доктор химических наук, лауреат Ленинской премии (1984).

## Биография
Родилась 20 мая 1918 года.
Окончила Московский институт тонкой химической технологии (1940) по специальности «технология синтетического каучука».
- 1940—1943 инженер-исследователь ЦНИЛ Ярославского завода синтетического каучука
- 1933—1948 аспирант, научный сотрудник Московского института тонкой химической технологии. В марте 1947 г. защитила кандидатскую диссертацию.
- 1949—1961 старший научный сотрудник Института высокомолекулярных соединений АН СССР (Ленинград)
- 1962—1963 старший научный сотрудник Института химической физики АН СССР (Москва)
- с 1963 старший, ведущий научный сотрудник, ведущий научный сотрудник — консультант Института нефтехимического синтеза (ИНХСАН) имени А. В. Топчиева (Москва).

С 1996 г. на пенсии.

## Научная деятельность
Доктор химических наук (1962, тема диссертации «Инициирование цепных радикальных процессов под влиянием окислительно-восстановительных систем»). Профессор. Получила более 40 авторских свидетельств на изобретения.

### Публикации
- Генерирование свободных радикалов и их реакции / Б. А. Долгоплоск, Е. И. Тинякова. — М. : Наука, 1982. — 253 с. : граф.; 22 см; ISBN В пер.
- Окислительно-восстановительные системы как источники свободных радикалов [Текст] / Б. А. Долгоплоск, Е. И. Тинякова. — Москва : Наука, 1972. — 240 с. : черт.; 21 см.
- Металлоорганический катализ в процессах полимеризации / Б. А. Долгоплоск, Е. И. Тинякова; Отв. ред. Н. М. Эмануэль. — 2-е изд., испр. и доп. — М. : Наука, 1985. — 534 с. : ил.; 22 см; ISBN В пер.

## Награды и звания
- Ленинская премия 1984 года — за цикл работ «Металлоорганический катализ в процессах полимеризации» (1969—1982).
- Премия им. С. В. Лебедева АН СССР (1968).
- Заслуженный деятель науки Российской Федерации (1996).
- Орден Трудового Красного Знамени.